# Acalypha pohliana
Acalypha pohliana é uma espécie de flor do gênero Acalypha, pertencente à família Euphorbiaceae.